# Krzysztof Jędrysek
Krzysztof Jędrysek (ur. 12 czerwca 1950 w Chełmie) – polski aktor teatralny i filmowy, profesor sztuk teatralnych.

## Życiorys
W 1974 roku ukończył studia na PWST w Krakowie. 12 stycznia 1975 roku zadebiutował na scenie teatralnej. Występował w następujących teatrach:
- Teatr Dramatyczny im. Jerzego Szaniawskiego w Płocku (1975)
- Teatr im. Juliusza Słowackiego w Krakowie (od 1976)

W 1975 rozpoczął pracę pedagogiczną na krakowskiej uczelni. W latach 1999–2002 był prodziekanem Wydziału Aktorskiego PWST. W 2001 otrzymał tytuł profesora sztuk teatralnych.

## Filmografia
- 1982: Blisko, coraz bliżej (odc. 2)
- 1983: Mgła − sierżant MO
- 1987: Śmieciarz (odc. 3)
- 1987: W klatce − Władysław Mika
- 1988: Crimen − Piotr Wolski, starosta jurydyczny
- 1989: Virtuti − kapitan Górski
- 1993: Trzy dni aby wygrać − sierżant policji (odc. 5)
- 1996: Gry uliczne − szef firmy ochroniarskiej handlujący semtexem
- 2000–2001: Klinika pod wyrwigroszem adwokat (odc. 1, 2 i 5)
- 2001: Marszałek Piłsudski − widz w „Zielonym Baloniku” (odc. 2)
- 2003–2008: Glina − nadinspektor Malicki (odc. 1–25)
- 2003: Koniec wakacji − inspektor Sarbiewski
- 2010: Święty interes − Staszek Wałaszek
- 2010: Chichot losu − Jerzy, prezes Home-Polu (odc. 5)
- 2013–2014: Lekarze − docent Tadeusz Karkoszka

## Nagrody i odznaczenia
- Nagroda Młodych SPATiF-u za rolę Henryka w Ślubie Gombrowicza podczas XVI KST w Kaliszu (1976)
- Złoty medal pamiątkowy wybity z okazji 200 rocznicy niepodległości USA – jako wyraz uznania za rolę w spektaklu Deklaracja 76 (1977)
- Nagroda prezydenta miasta Bydgoszczy za przygotowanie i wykonanie spektaklu Wyspa A. Fugarda (1980)
- Brązowy Krzyż Zasługi (1983)
- Nagroda aktorska za rolę Szywarowa w Bułhakowie Macieja Wojtyszki w Teatrze im. Słowackiego w Krakowie w IX Ogólnopolskim Konkursie na Wystawienie Polskiej Sztuki Współczesnej w Warszawie (2003)
- Srebrny Medal „Zasłużony Kulturze Gloria Artis” (2008)[3]